# Kinesiske Folkekommuner
Kinesiske Folkekommuner er en dansk dokumentarfilm fra 1972, der er instrueret af Finn Erik Bendixen efter manuskript af ham selv og Simon Plum.

## Handling
En film der giver en førstegangs introduktion til principperne bag folkekommunerne. Filmen er optaget i sommeren 1972 og baseret på oplysninger og interviews med bønder fra flere forskellige landsbyer. Filmen er meget stemningsfuld, og selvfølgelig præget af 68'er-situationen i Danmark og det deraf afledte Kina-syn.